# Volante bimasa

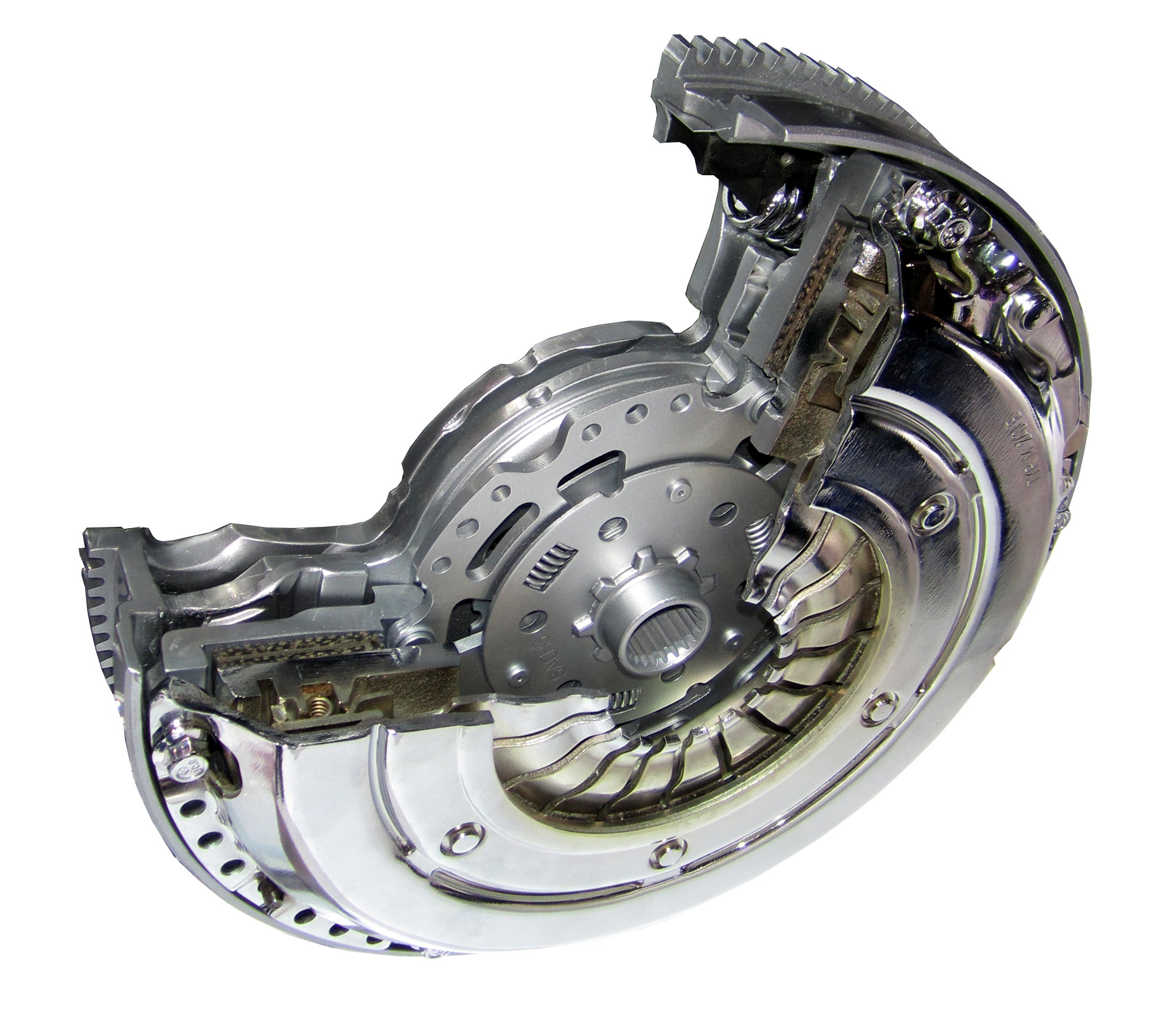
Sección de un volante bimasa (DMF)

Un volante motor bimasa o volante de masa dual —del inglés dual mass flywheel (DMF)— es un dispositivo mecánico empleado para proporcionar energía de rotación continua en sistemas en los que la fuente de energía no es continua.

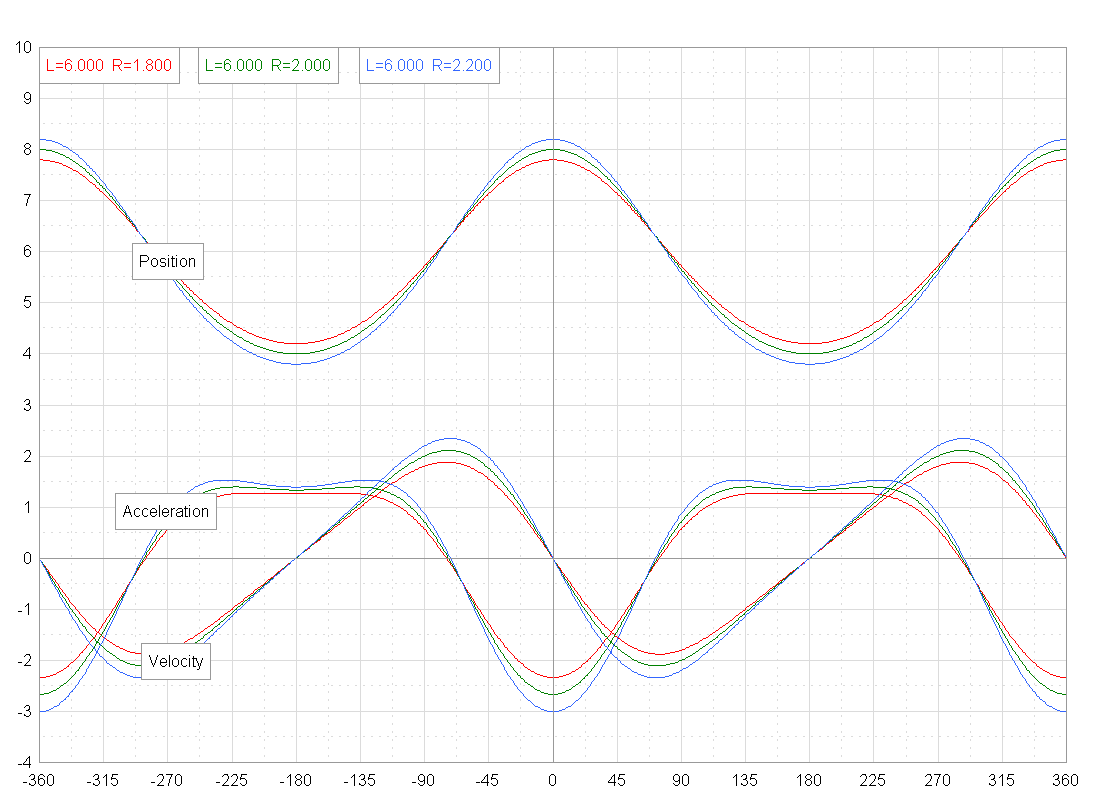
Pistón: Posición, Velocidad y aceleración

Supone una evolución sobre los volantes de inercia convencionales —single mass flywheel (SMF)—, valiéndose como estos del elevado momento de inercia de una masa en rotación, pero con la capacidad añadida de amortiguar las violentas variaciones en la velocidad angular del cigüeñal que de otro modo se transmitirían a la cadena cinemática en forma de molestas vibraciones. 
El total equilibrado del motor no es posible salvo en algunas fases de funcionamiento de los motores V12, produciéndose por tanto vibraciones inherentes a los motores de ciclo alternativo. 
Estas vibraciones proceden de la constante aceleración y desaceleración de los pistones a lo largo de su recorrido y dependen entre otros de la relación entre el brazo de cigüeñal y la longitud de biela -relación diámetro/carrera-, del número de cilindros y del ciclo Otto/diésel de trabajo. 
Su reducción se consigue mediante la acumulación de la energía procedente del empuje de los pistones en una serie de resortes situados entre las dos masas, capaces de almacenar el par y liberarlo inmediatamente pero en un periodo más largo. De este modo se logra compensar las fluctuaciones de velocidad del pistón, obteniéndose una velocidad de salida próxima a la constante.

Principio del volante de inercia bimasa LUK - Negro: Muelles amortiguadores.
Rojo: masa primaria fijada al cigüeñal.
Azul: brida fijada a masa secundaria

## Historia
Los volantes de masa dual fueron desarrollados para hacer frente a la escalada de par y potencia, especialmente a bajas revoluciones. La creciente preocupación por el medio ambiente y la adopción de normas más estrictas han marcado el desarrollo de nuevos motores tanto de ciclo Otto como diésel más eficientes, con cilindradas cada vez más bajas y frecuentemente de solo tres o incluso dos cilindros alimentados por turbo, con la entrega de par y potencia a bajas revoluciones para reducir el consumo. Como contrapartida, ha habido un aumento en el nivel de vibraciones que a los discos embrague tradicionales les cuesta absorber. Aquí es donde los volantes de masa dual, desempeñan un papel fundamental, ya que hacen los nuevos desarrollos mecánicos más viables.
La capacidad de absorción de la vibración depende de las partes móviles del DMF sujetas obviamente a un cierto desgaste. Sucesivas generaciones de volantes motores bimasa han permitido aumentar la fiabilidad y duración del sistema hoy presente en 1 de cada 3 vehículos nuevos en Europa.

## Tecnologías
Las tecnologías utilizadas difieren de un fabricante a otro siendo las principales:
- Sistema monofase LUK mediante muelles de arco y brida. Sistema original desarrollado por Schaeffler-LUK presente desde 1987 en vehículos industriales ligeros. Consiste en dos discos metálicos sin contacto directo entre sí unidos por un rodamiento pivotante o casquillo de fricción. El primer disco o "masa primaria" va atornillado firmemente al cigüeñal y en su perímetro se instala la corona dentada donde engarza el motor de arranque. En su interior un canal circular aloja dos largos muelles de arco semicirculares encapsulados en sus guías de deslizamiento, pudiendo integrarse un segundo juego de muelles adicionales en el interior de principales que actúan en paralelo. Los muelles son empujados en uno de sus extremos por un tope en la masa primaria y comprimidos contra otro tope en una brida atornillada al segundo disco o "masa secundaria" donde se fija el embrague, que recibe el par modulado mediante la filtración de la mayor parte de las oscilaciones torsionales procedentes del motor. Existen aplicaciones con la brida sujeta mediante dispositivos flexibles —muelles de presión o de diafragma—  que proporcionan una amortiguación torsional extra a regímenes de giro altos, compensando así el efecto de bloqueo de la fuerza centrífuga sobre los muelles de arco.

- Sistemas LUK multifase. Buscan dar respuesta a la necesidad de conjugar mayor flexibilidad durante el arranque con una mayor firmeza en momentos de aumento de la carga motor. Para ello el sistema monofase se modifica con un muelle exterior más blando y una brida diseñada de modo que el muelle interior no actúe en paralelo sino solo a partir de un determinado ángulo de incidencia, proporcionando así una flexibilidad extra durante el arranque y una firmeza mayor en aceleraciones y recuperaciones. De este modo se evitan los característicos problemas de resonancia de los largos muelles de arco bajo solicitudes de par al tiempo que se aumentan el confort y la longevidad del sistema. Existen también aplicaciones con dos muelles interiores más cortos que permiten tres grados de firmeza distinta en función del brazo de palanca adaptándose a cada momento de la conducción, así como aplicaciones que sustituyen el muelle rígido interior por un disco de mando de fricción adicional que solo entra en funcionamiento a partir de determinado ángulo de incidencia. Se montan de origen y en mercado de reposición.

- Sistema LUK con péndulo centrífugo. Incorpora una masa adicional de aproximadamente 1 kg acoplada la brida logrando así aumentar el momento de inercia en todo el rango de revoluciones, permitiendo una absorción casi completa de las vibraciones en el rango más bajo de revoluciones. Presente desde 2010 como equipo de origen.

- Sistema DMF Planetario de ZF-Sachs. En este sistema las dos masas también están conectadas por un cojinete o conjunto radial y axial. La novedad es que en lugar de brida se utiliza un juego de engranajes planetarios fijados a la masa primaria y engranados a una corona en la masa secundaria, consiguiendo así aumentar el momento de inercia de la masa dinámica. Para la absorción de vibraciones no se utilizan muelles de arco sino múltiples muelles rectos cortos colocados en un anillo labrado en la masa primaria y comprimidos por un sistema de patines y platillos de plástico en la masa secundaria dispuestos de modo que los muelles más firmes solo entren en funcionamiento a partir de determinado ángulo de incidencia. Se monta de origen y en el mercado de reposición.

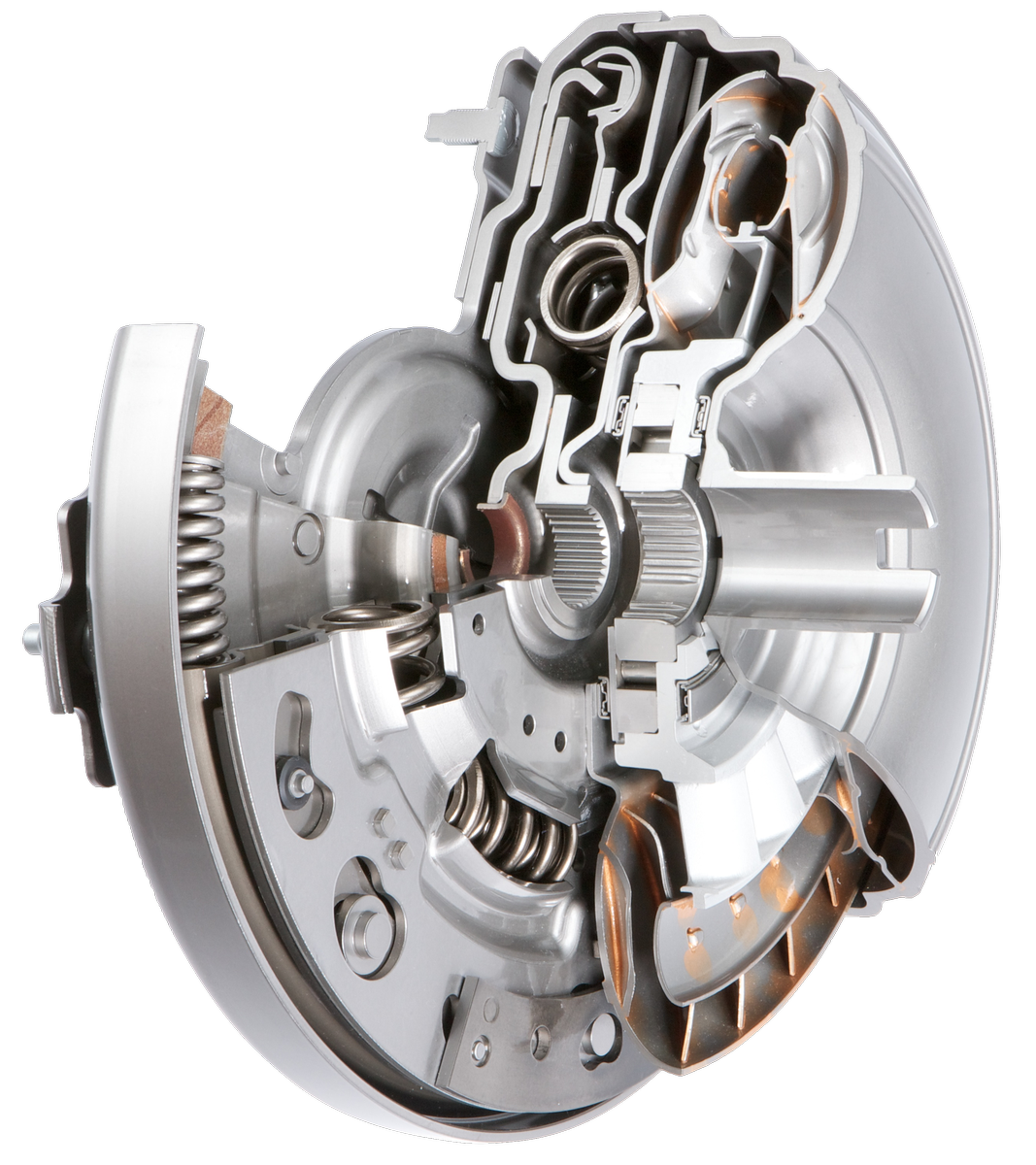
convertidor de par Schaeffler con un amortiguador de péndulo centrífugo FKP LUK

- Sistema de resortes radiales de Valeo. En este sistema se utilizan muelles rectos colocados en forma de estrella que a diferencia de los sistemas anteriores trabajan en extensión. Un extremo de los muelles está unido al volante primario y el otro al secundario, facilitando un movimiento de un volante respecto al otro. Con ello se consigue un desacoplado parcial del motor respecto a la caja de velocidades, evitando la transferencia de vibraciones provocadas por el giro pulsatorio del motor. Se monta de origen y en el mercado de reposición.

- Sistema DFC o damper flywheel clutch: sistema unibody de LUK que monta en una misma unidad compacta el volante motor DMF junto con el disco de embrague y el plato de presión.[2]

Un dispositivo precedente de los actuales volantes bimasa son los embragues hidrodinámicos como el Fluid Drive del grupo Chrysler. Utilizados en algunas transmisiones manuales  —semiautomáticas—, sustituían el embrague convencional por un fluido hidráulico contenido entre dos masas alabeadas muy próximas entre sí pero sin contacto directo lo que implicaba, a diferencia de los actuales dispositivos mecánicos, una pérdida inherente de velocidad en la masa secundaria.
Cuando en estos dispositivos se intercala un estator entre las dos masas capaz de multiplicar el par durante la fase de aceleración hablamos de convertidores de par, habituales en las transmisiones automáticas. Algunos convertidores de par llevan incorporado un sistema FKP-LUK o "amortiguador de péndulo centrífugo", que utiliza un sistema de muelles de arco y brida similar al del DMF-LUK para cerrar el embrague de bloqueo en detención aumentando el confort y reduciendo el consumo. 
En la actualidad permanecen en estudio sistemas magnéticos como alternativa para la conexión de ambas masas.

## Duración y causas del deterioro prematuro de los volantes motores bimasa
El volante motor bimasa es una pieza sometida a desgaste por lo que rara vez su vida será tan larga como la del propio motor. Sin embargo evitando su deterioro prematuro pueden conseguirse duraciones superiores a las del embrague, siendo incluso posible mantenerlo hasta su segundo cambio. 
Anomalías del volante bimasa:
- Anomalías en el cojinete que une ambas masas: Típicamente por problemas de arranque ocasionando ruidos y vibraciones al rozar ambas masas entre sí.

-Juego de Inversión: La holgura entre ambas masas es tal que llegan a tocarse en sus extremos
-Juego Radial: Ambas masas pueden desplazarse una sobre otra fuera de tolerancia.
-Juego Axial: Ambas masas pueden separarse fuera de tolerancia.
- Anomalías en los muelles de arco o en los patines de plástico de los muelles cortos: Típicamente por pérdida de grasa que termina generando su rotura por tensión o carga térmica

- Anomalías en la corona de la masa primaria: Típicamente por problemas con el motor de arranque, causando rotura, mellado o desgaste exagerado de los dientes de la corona.

- Anomalías en la superficie de la masa secundaria: Típicamente por exceso de temperatura con deformación, grietas o pérdida de contrampesos. En ocasiones el deterioro es producido por unos tornillos de sujeción de la masa primaria al cigüeñal inapropiados o mal apretados que acaban rozando la masa secundaria.

Las causas de su deterioro prematuro en general están relacionadas con problemas durante el arranque y detención del motor o con solicitudes de par a bajas revoluciones al estar el sistema diseñado para evitar la transmisión de vibraciones a bajas revoluciones donde habitualmente prima la suavidad sobre la entrega de potencia, por esta razón para evitar su deterioro prematuro es recomendable:
- Arranque y parado del vehículo con el embrague pisado, el arranque y parado son los momentos de mayor estrés mecánico para el volante bimasa. Pisar el embrague facilita el arranque puesto que el motor arrastra menos peso, para evitarlo desde hace algunos años muchos vehículos no arrancan si no se pisa el embrague. Jamás emplear otros medios para el arranque que no sean el motor de arranque del coche —evitar arrancar el vehículo empujándolo con una marcha metida por el gran sobreesfuerzo al que somete a los resortes del sistema—. Igualmente se debe prestar atención al estado de los sistemas auxiliares de detención del motor en motores diésel —válvula de estrangulación o "mariposa"—  que evitan traqueteos perjudiciales para el volante durante la detención del motor.

- Evitar acelerar a fondo desde bajas revoluciones. Aunque el volante bimasa está preparado para funcionar en todas las situaciones, esta práctica acorta la vida de todos los componentes implicados si se realiza con frecuencia, especialmente en motores turbo con afluencia de par en un margen de revoluciones muy corto.

- Sustituir inmediatamente las baterías defectuosas y utilizar un cargador exterior para recargar aquellas que se hubieran descargado, evitando circular con baterías recargadas únicamente con el propio generador del vehículo o montar baterías con potencia de arranque inferior a la especificada por el fabricante.

Estas circunstancias generan un giro de motor lento y sin energía suficiente tendiendo a aumentar la holgura del cojinete. Las baterías baratas suelen tener el mismo amperaje que las buenas, pero menor potencia de arranque, lo que ocasiona giros de motor más lentos y tiempos de arranque más largos, afectando no solo al volante bimasa o al arranque, sino también a la electrónica del vehículo.
- Un motor de arranque defectuoso genera los mismos problemas que una batería defectuosa. Si el motor de arranque hace ruidos extraños o funciona con mucha resistencia debes consultar de inmediato con un profesional.

- Cargar el vehículo con peso excesivo, las modificaciones de potencia o anchura de ejes, así como un mantenimiento deficiente, también afectan a la duración del volante bimasa.

## Sustitución por un volante clásico
Por otro lado debido a los casos de averías repetitivas del conjunto DMF, especialmente en bimasas de las primeras generaciones, existen aplicaciones especiales de conversión SMF con muelles de amortiguación de torsión en el propio disco de embrague como sustitución para coches que vienen de fábrica con volante bimasa. Los usuarios que suelen optar a esta opción son profesionales del transporte público o aquellos para los que el volante bimasa ha empezado a hacer ruidos antes de los 150 000 km definidos por el fabricante.
En este caso el volante de inercia es un disco macizo perfectamente equilibrado por lo que no hablamos de masas primaria y secundaria sino de lados del motor y de la caja de cambios. En su perímetro se instala la corona dentada donde engarza el motor de arranque, atornillándose por un lado a la salida del cigüeñal y al disco de embrague por el otro. Como en todos los volantes de inercia, su propia masa absorbe cierto rango de vibraciones, encargándose los muelles amortiguadores de torsión presentes en el disco de embrague de contrarrestar el resto. Su funcionamiento es óptimo en arranque, detención y a regímenes de giro altos, pero suelen tener problemas para mitigar las vibraciones a bajas revoluciones de giro de motores diseñados para su uso con volantes bimasa (típicamente motores de dos o tres cilindros sin árboles contrarrotantes de equilibrado o diésel de carrera larga). Como consecuencia es habitual una pérdida importante de confort a bajas revoluciones y un aumento significativo de consumo al no utilizarse los regímenes de revoluciones más favorables a la conducción económica, en casos excepcionales la transmisión de vibraciones a la cadena cinemática puede provocar problemas en cajas de cambios y transmisiones.